# Jacques Cellier
Pour les articles homonymes, voir Cellier.
Jacques Cellier est un précepteur d'enfants, maître écrivain et un organiste actif à Reims dans les années 1580 et 1590 et mort vers 1620.

## Biographie
Il a été organiste des cathédrales de Laon puis de Reims. Il eut aussi de sérieuses capacités en calligraphie, exercées sans doute dans le cadre de son autre métier : précepteur d'enfants. On connaît de lui trois manuscrits très élaborés, d'inspiration semblable, qui mêlent divers sujets susceptibles d'être enseignés : mathématiques, musique, calligraphie, religion...

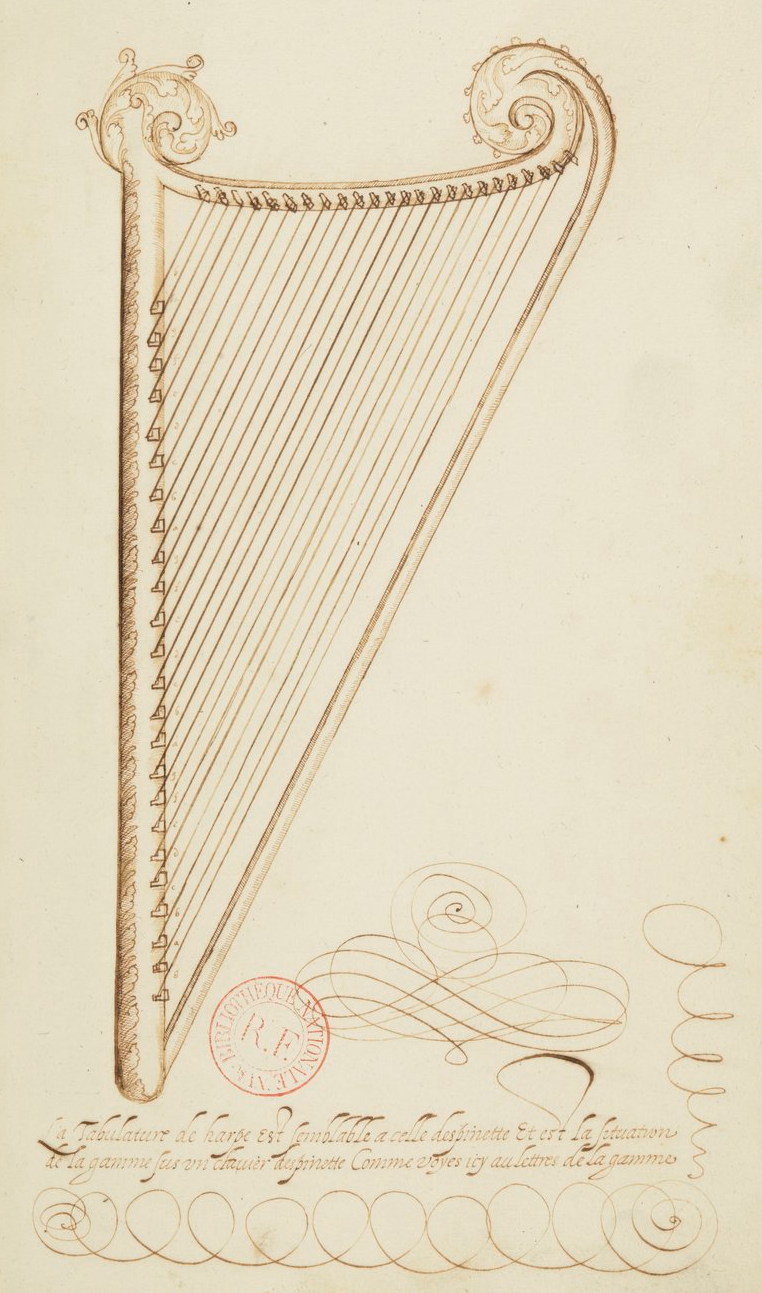
Harpe.
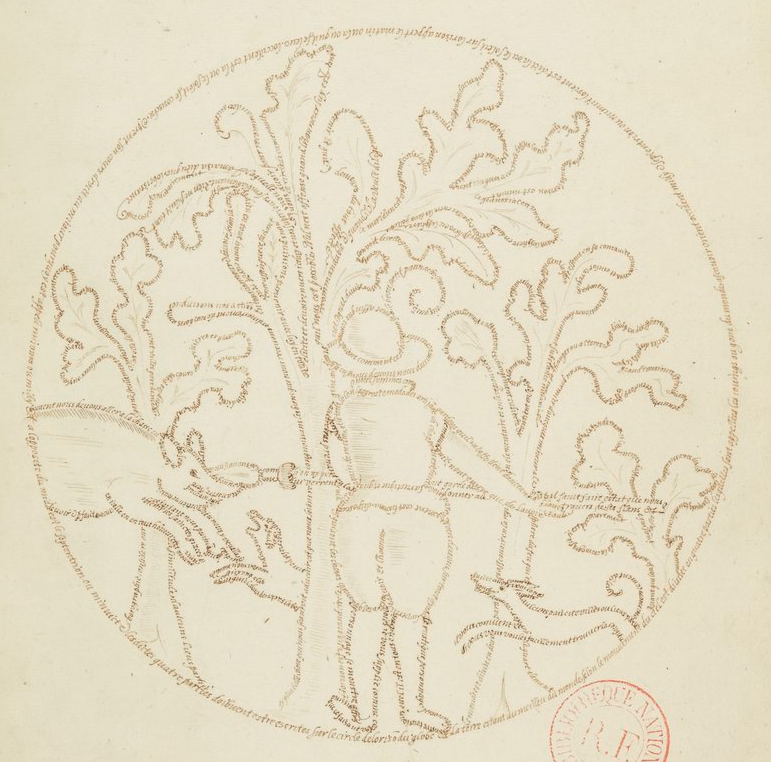
Calligramme.
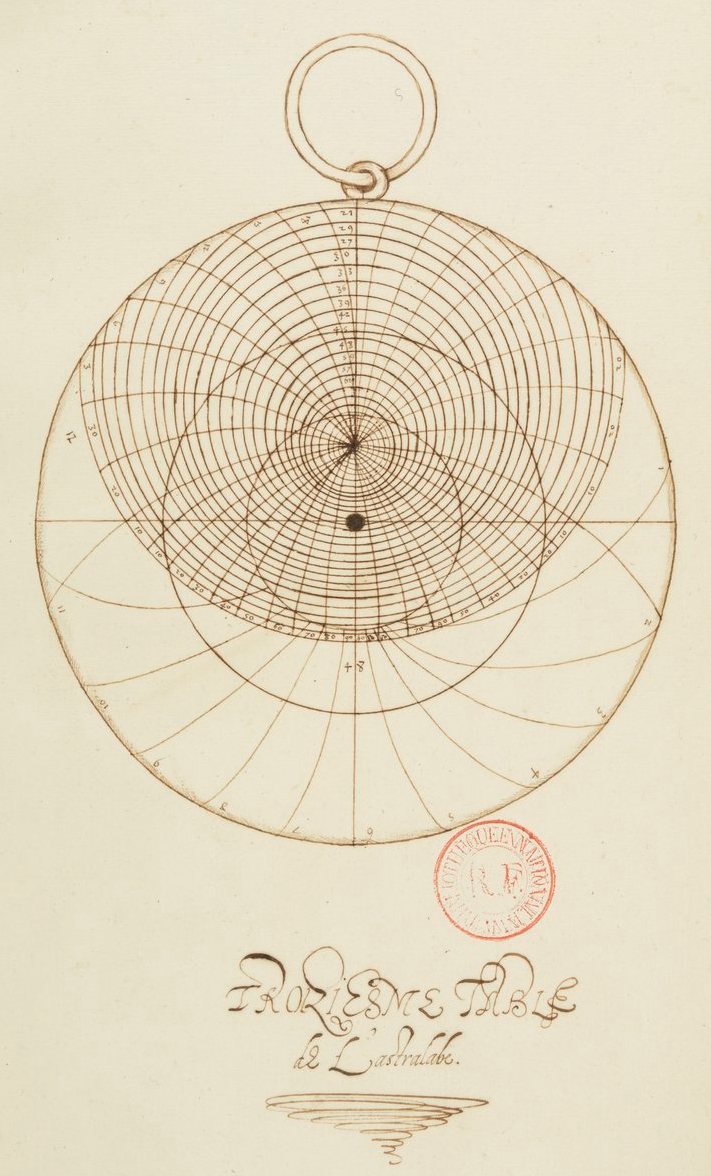
Table d'astrolabe.
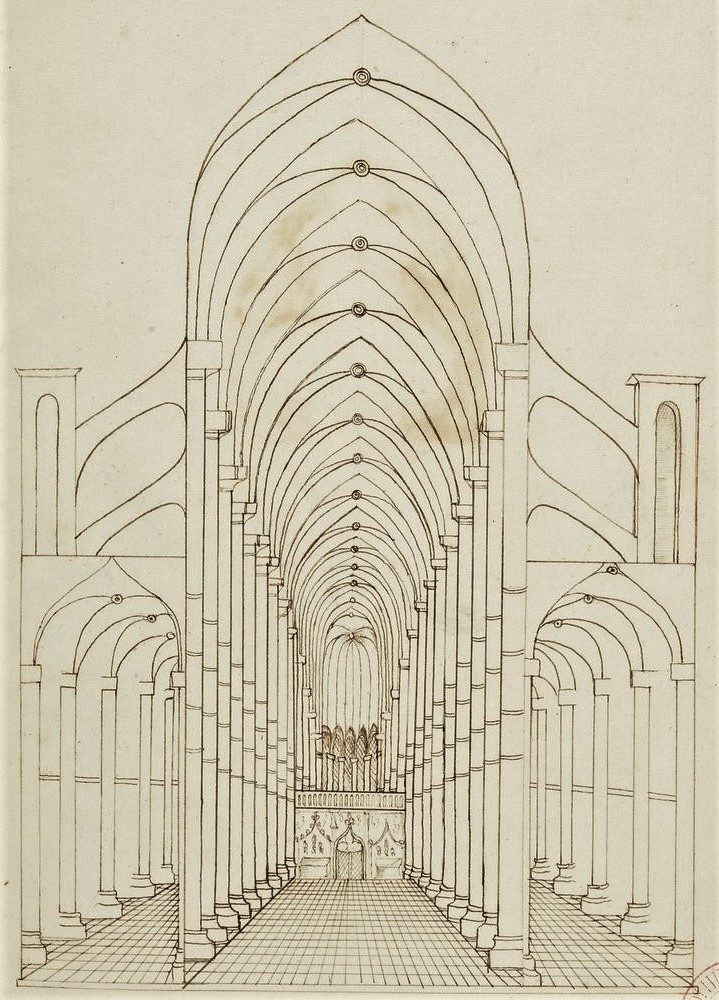
La cathédrale de Reims, sa nef et son jubé, aujourd'hui disparu.

## Œuvres

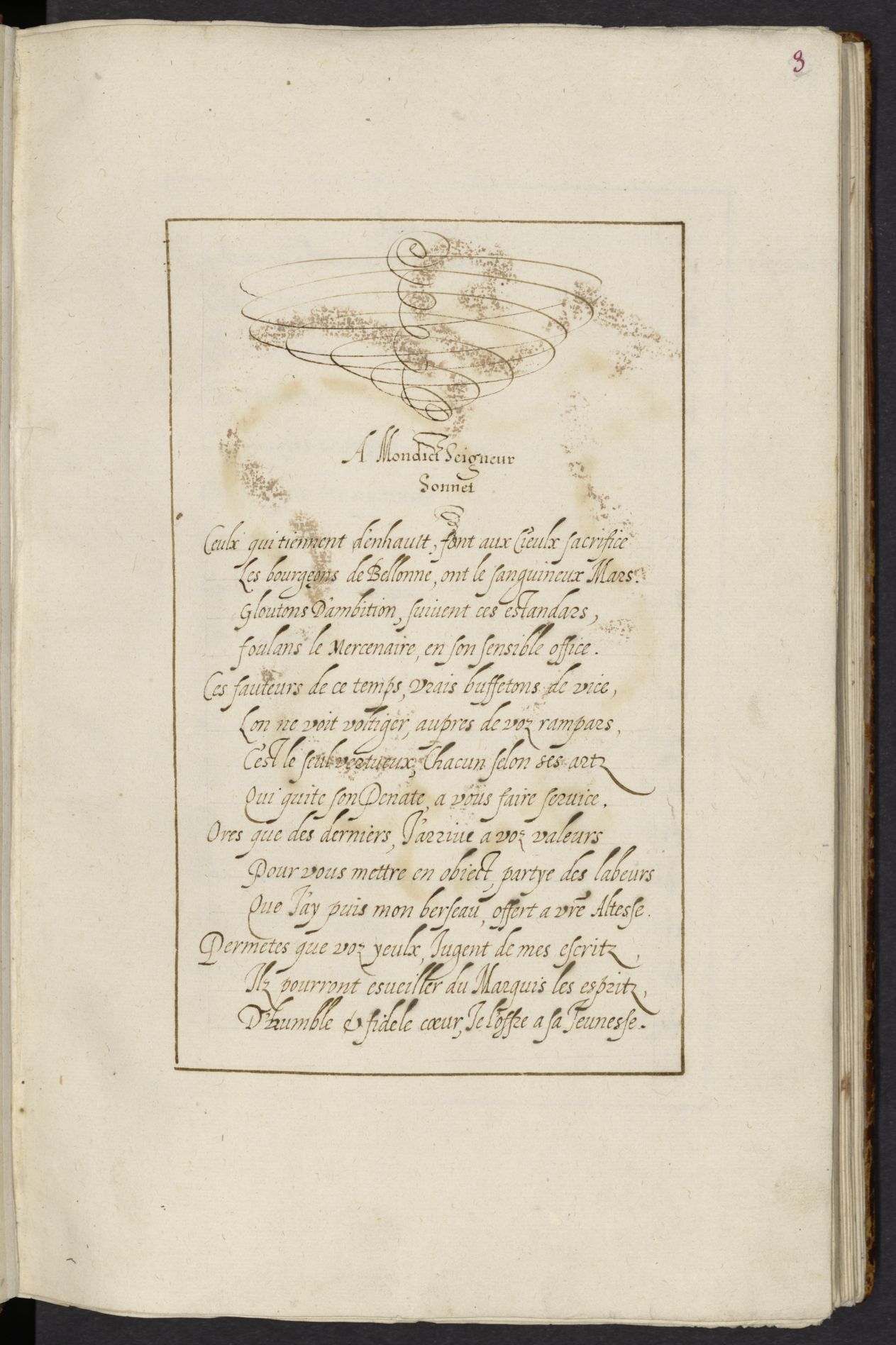
Sonnet, conservé à la Bibliothèque Sainte-Geneviève.

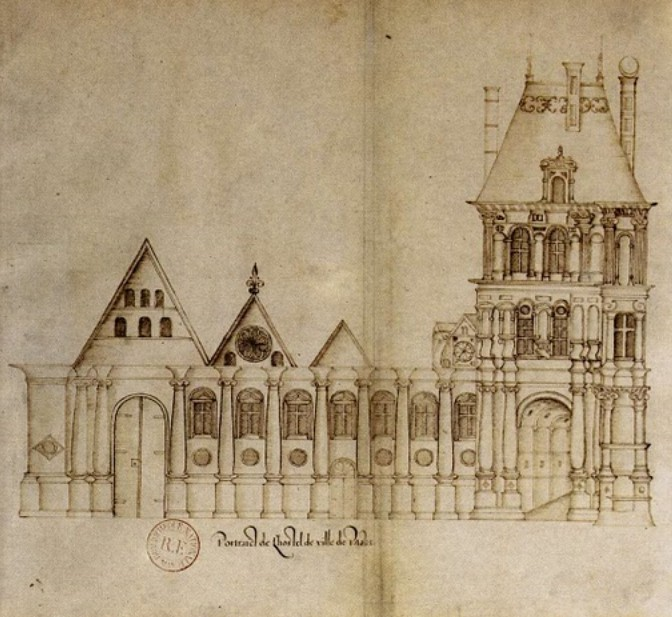
Dessin de l'Hôtel de ville de Paris (Paris BNF : Ms. fr. 9152) par Jacques Cellier.

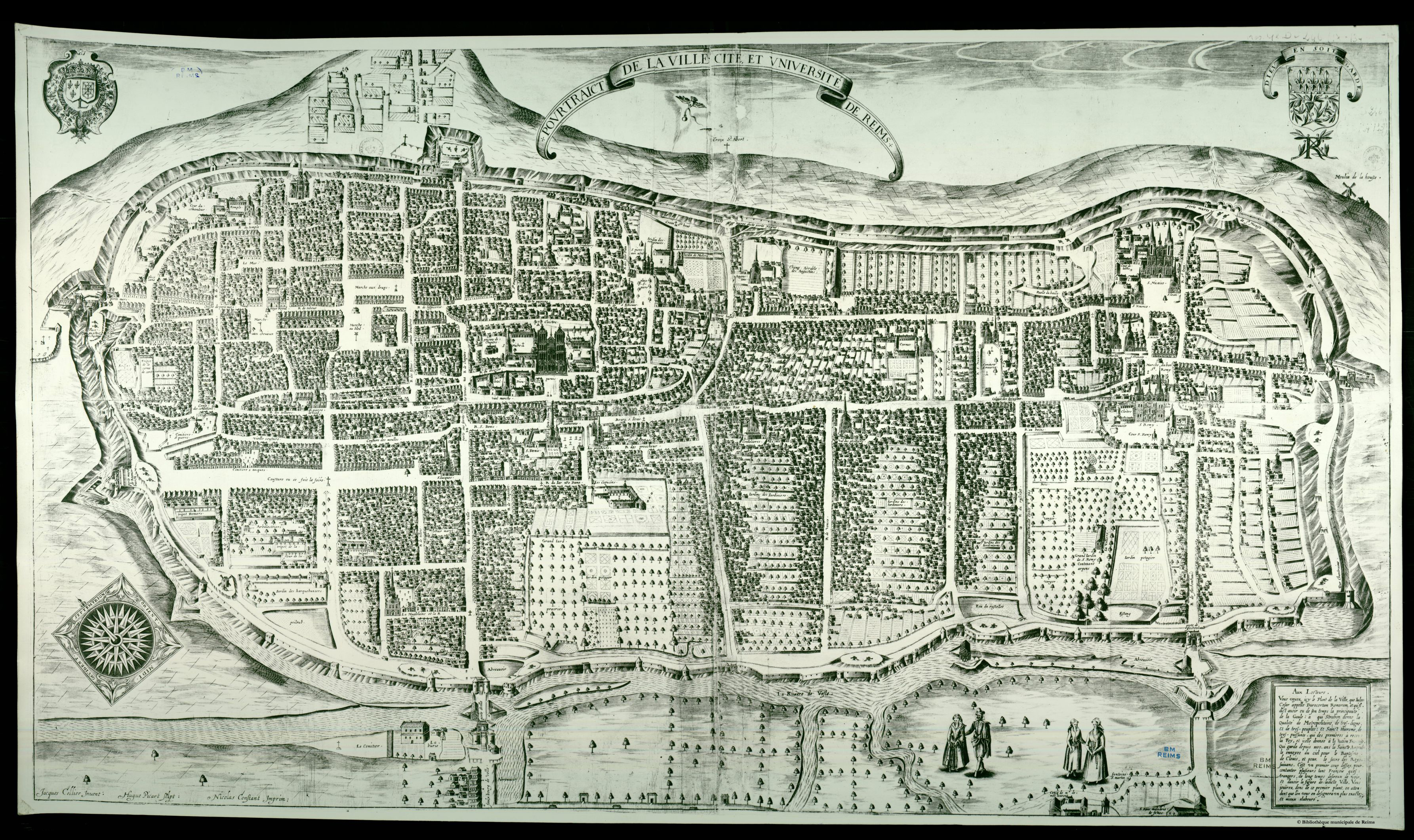
Pourtraict de la ville, cité et université de Reims, bibliothèque municipale de Reims.

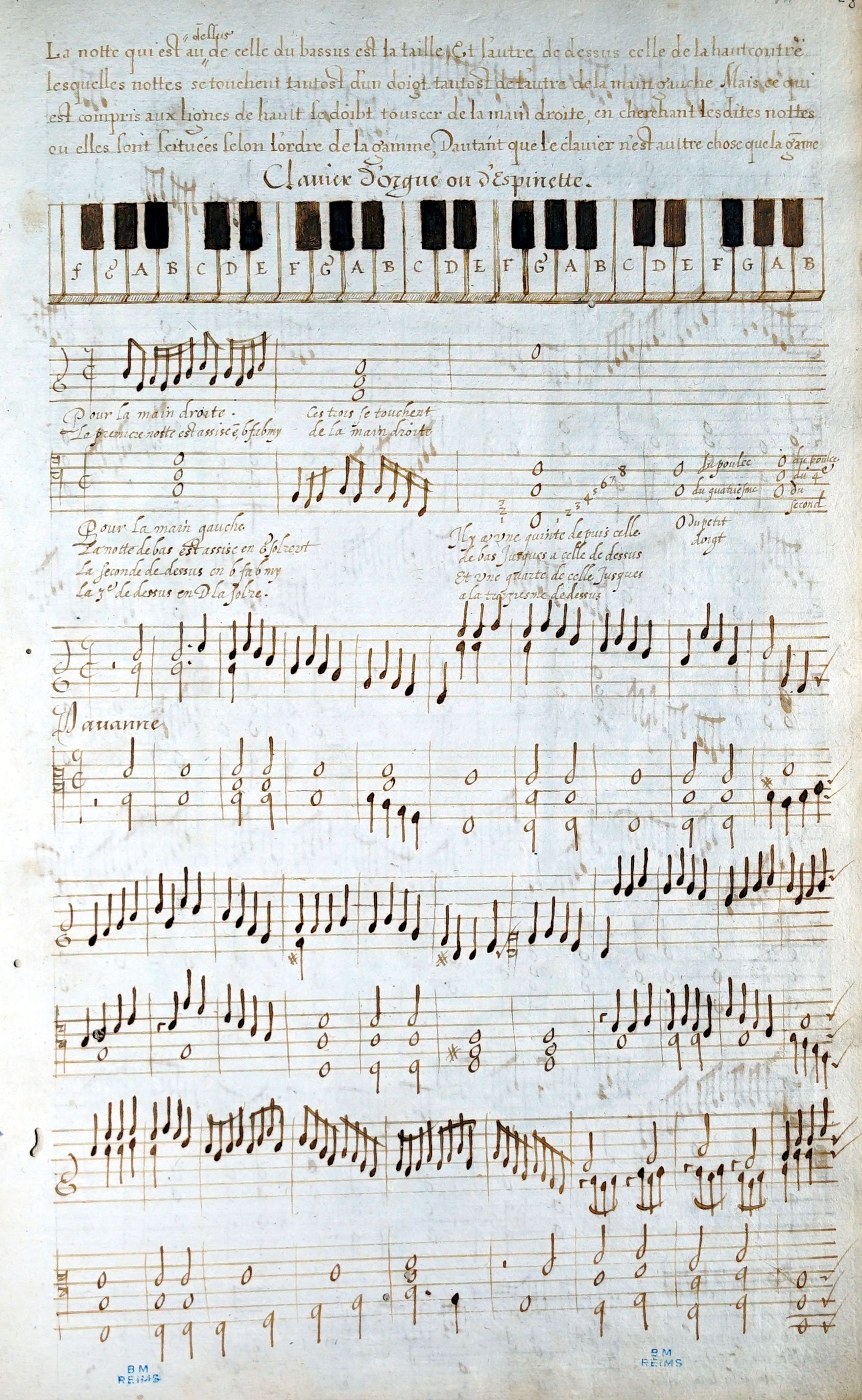
Une partition de sa main, Bibliothèque municipale de Reims.

- Recherche de plusieurs singularités, par François Merlin, contrôleur général de la maison de feue madame Marie-Élisabeth, fille unique de feu roy Charles dernier... portraictes et escrites par Jacques Cellier, demourant à Reims. Commencé le troisième jour de mars 1583, et achevé le 10 septembre mil Vc quatre-vingt et sept. Paris BNF (Mss.) : Ms. fr. 9152. Manuscrit sur papier, 2°, 217 f. Numérisé sur Gallica. Reliure en maroquin rouge, aux armes, emblème et devise du cardinal de Bourbon.

Ce manuscrit, dédié à Henri III, est riche de plusieurs matières. La première partie (jusqu'aux dessins de cathédrales) s'apparente clairement à un recueil d'exemples de maître écrivain, avec des textes écrits avec de nombreuses graphies différentes, y compris de nombreux caractères exotiques (hébreu, araméen, arabe, etc.). La suite contient des vues d'architecture (dont des vues de la cathédrale de Reims et de la Sainte-Chapelle de Paris), des diagrammes, des dessins en micrographie, des instruments astronomiques (astrolabe, cosmolabe), de la musique (accords, canons, courtes pièces, table des notes et des silences, tablatures...), des cartes, et des dessins d'instruments de musique, une fantaisie de Guillaume Costeley. Les dessins d'instruments sont importants car ce sont souvent les plus précis dont on dispose avant les gravures qui illustrent L'Harmonie universelle de Marin Mersenne. Certains des dessins de ce manuscrit ont été copiés dans le manuscrit British Library : Add.30342, supposément écrit par le calligraphe italien Mercurio Vecchio en 1588, peut-être à l'usage de François Merlin.
- Mellange, curiosités et petites inventions de Jacques Cellier, precepteur d'enfans, demeurant a Reims, contenant l'oraison dominicale en 27 langues, plusieurs caractères estranges, avec quelques sortes d'écritures à plaisir, le tout escrit et pourtrait de sa main, en l'honneur de Monseigneur Jean de Monluc, marquis de Reynel, baron de Bussy... et lieutenant general en Picardie. Paris, Bibl. Sainte-Geneviève : Ms. 1111, numérisé sur Internet Archive. Manuscrit sur papier, 80 f. avec dessins à la plume, daté 1593. Prov. Bibliothèque des Génovéfains.

- Mellange contenant XXVI sortes de langues, où y est comprise l'Oraison dominicale autant de fois... [puis] Quelques règles de musique, d'orgue et d'espinette [puis] recueil de 18 modèles d'écritures de différents pays [puis] table pour scavoir combien les jours ont d'heures et aussy pareillement quand le soleil se couche. Dédié à Claude de Lisle, seigneur de Marivaux, gouverneur de Laon, par Jacques Cellier, précepteur de jeunesse et organniste de l'église Nostre-Dame de Reims. 1597. Reims BM : Ms. 971. Papier, 66 f.

Manuscrit très ornementé, avec encadrements, traits de plume, etc., écrit entre 1593 et 1597. Il inclut des planches sur la musique (notation, solmisation, main guidonienne, dessin d'un orgue, ligatures, tablature d'épinette, etc. Les bordures laissent apparaître de nombreux dessins d'instruments.
- Portraict de la ville, cité et université de Reims. Dessin de Jacques Cellier, 1618-1619. Reims BM : Carnégie Iconographie XXXI-III c/.